# Conrado III de Borgoña
Conrado III de Borgoña, a veces Conrado I, llamado Conrado el Pacífico (925-993) fue rey de Arlés o de la Borgoña Transjurana desde 937 hasta su muerte. De ascendencia güelfa, era hijo de Rodolfo II de Borgoña y de Berta de Suabia, y hermano de Adelaida de Borgoña, más tarde santa. Le sucedió su hijo Rodolfo III de Borgoña

## Biografía
A la muerte de su padre en 937, Conrado era demasiado joven para gobernar y Hugo de Arlés trató de apoderarse de su reino, forzando a su madre, Berta de Suabia a casarse. El matrimonio debería haberse producido el 12 de diciembre del mismo año, pero el proyecto fracasó por la intervención del rey de Alemania, Otón I, que no pudo aceptar la unificación de los dos reinos. En 938, Otón I llegó a Borgoña y obligó a Hugo de Arlés a volver a su reino de Italia. Otón tenía ambiciones sobre Borgoña y deseaba un apoyo sólido en la región. Como prueba, fundó la abadía de San Mauricio, cerca de Magdeburgo, a fin de rezar por Rodolfo II, que acaba de morir. Entonces, instaló al joven Conrado en la corte de Alemania, lo coronó rey de Borgoña, y le hizo casar con Matilde de Francia, hija de su hermana Gerberga de Sajonia, que era esposa de Luis IV de Francia. Otón, a su vez, se casó con Adelaida, hermana de Conrado, que aportaba derechos sobre Italia, ya que era viuda de Lotario II de Italia. Conrado participó en las expediciones de Otón a Francia Occidental y a Italia. Otón protegió a Conrado, a fin de tener un apoyo al sur del Imperio, y asegurar Italia. A cambio, le protegió de las ambiciones del rey Luis IV, su suegro, sobre el reino de Borgoña.
Conrado se convirtió en rey de Provenza sin tener, por otra parte, la fuerza de imponerse allí. Su supremacía sobre Hugo de Arlés se reconoció y Conrado aseguró su influencia sobre las sedes episcopales, especialmente las de Vienne, Lyon y Arlés. Conrado instaló su capital en Vienne, como rey de un solo reino de Borgoña (Borgoña Transjurana, Cisjurana y Provenza).
Hacia el final de su reinado, se produjo la hostilidad de Guillermo I de Provenza, marqués de Provenza desde 979, y del conde Otón-Guillermo de Borgoña, los cuales le retiraron progresivamente su soberanía.

## Matrimonio y descendencia
De una primera esposa, llamada Adela, tuvo a Gisela (955/60-1007), que casó con Enrique el Pendenciero, duque de Baviera.
De su segunda esposa, Matilde de Francia (943-992), hija de Luis IV de Francia, tuvo a
- Berta de Borgoña (964-1010), casada con Eudes I de Blois, y luego con Roberto II de Francia
- Gerberga (965-1018), que casó con Hermann II, duque de Suabia
- Matilde (975-?)
- Rodolfo III de Borgoña (c. 970-1032), rey de las dos Borgoñas.

Con una dama llamada Aldiud, tuvo a Burchard, que fue arzobispo de Lyon.